# Rei Goujian de Yue
El Rei Goujian de Yue (xinès: 越王勾踐) (regnat des del 496 aEC fins al 465 aEC) va ser el rei del regnat de Yue (en l'actualitat Shanghai, nord de Zhejiang i sud de Jiangsu) ja a prop del final del període de Primaveres i Tardors, anomenat Si Goujian (姒勾踐). Goujian va ser el fill del Marquès Yunchang de Yue.
El regnat del Rei Goujian va coincidir amb el possiblement l'últim gran conflicte del Període de Primaveres i Tardors, la lluitat entre Wu i Yue, on finalment ell va conduir el seu estat a la victòria, annexionant l'altre estat rival. Com a tal el Rei Goujian és de vegades considerat l'últim dels Cinc Hegemònics (del Període de Primaveres i Tardors).

## Guerra entre Wu i Yue
La guerra entre Wu i Yue va estar composta de diverses fases separades. Va ser començada quan una princesa Yue, que estava casada amb un dels prínceps del veí Estat de Wu, va deixar al seu marit i va fugir de tornada al país de Yue. Això va esdevenir l'espurna per la guerra que venia.
A la mort de Yunchang i l'ascensió de Goujian, el Rei Helü de Wu va aprofitar l'oportunitat i va llançar un atac contra Yue. A la batalla de Zuì Lǐ (槜李之战), això no obstant, Yue va derrotar Wu, i el Rei Helü va ser ferit mortalment; abans de morir va donar instruccions al seu fill, el Rei Fuchai de Wu, "Mai oblides Yue!" Yue seria derrotat tres anys més tard per un Wu renascut, i Goujian va ser capturat, per servir com a servent de Fuchai durant tres anys fins que finalment se li va permetre tornar al seu estat natal.
En reprendre el seu regnat el Rei Goujian ràpidament va nomenar polítics qualificats com a assessors, tals com Wen Zhong i Fan Li, per ajudar a enfortir el regne. Durant aquest temps, els seus ministres també van treballar per debilitar internament l'Estat de Wu a través de suborns i intrigues diplomàtiques.
Tot el temps mentre va estar governant el seu regne, Goujian mai va gaudir en la riquesa com un rei normal, sinó que va menjar aliments típics de camperols, com també es forçava a si mateix a tastar la bilis. D'aquesta manera, ell podia recordar les seves humiliacions mentre va estar servint sota l'Estat de Wu. Hi ha una dita xinesa, 臥薪嚐膽 (Pinyin: wò xīn cháng dǎn, que literalment significa "dormint sobre branquetes i degustant la vesícula"), la segona meitat de la qual es refereix a la perseverança de Goujian.
Després de deu anys de reformes econòmiques i polítiques l'última fase de la guerra va començar, per eixe moment l'Estat de Yue ja havia recorregut un llarg camí des de la seva derrota anterior; com és descrit en el Shiji, Déu anys de reformes; l'estat és ric, els guerrers ben recompensats. Els soldats carreguen davant fletxes com els homes assedegats dirigint-se a beure... fent ús de l'expedició de Fuchai per lluitar amb Jin per l'hegemonia, Goujian va dirigir el seu exèrcit i va atacar amb èxit la capital Wu, matant el príncep hereu. En el vint-i-quatrè any del seu regnat (473 aEC), Goujian va dirigir una altra expedició, assetjant la capital per tres anys fins que va caure. Quan una petició de rendició de Fuchai va ser rebutjada, aquest es va suïcidar, i Wu va ser annexionat per Yue. Després de la seva victòria, Goujian despietadament va matar els erudits de Fuchai i els seus propis que l'havien ajudat, no permetent-se cometre la mateixa errada que Fuchai havia fet perdonant les vides dels seus enemics.
L'exèrcit del rei Goujian va ser conegut per espantar els seus enemics abans de la batalla forçant a la seva primera línia, composta per criminals condemnats a mort, a suïcidar-se en massa escapçant-se a si mateixos.